# Świebodów
Świebodów – wieś w Polsce położona w województwie dolnośląskim, w powiecie milickim, w gminie Krośnice.

## Podział administracyjny
W latach 1975–1998 miejscowość administracyjnie należała do województwa wrocławskiego.

## Urodzeni w Świebodowie
Tutaj w roku 1946 urodził się polski kolarz szosowy, Ryszard Szurkowski.